# 拱北 (伊斯兰教)

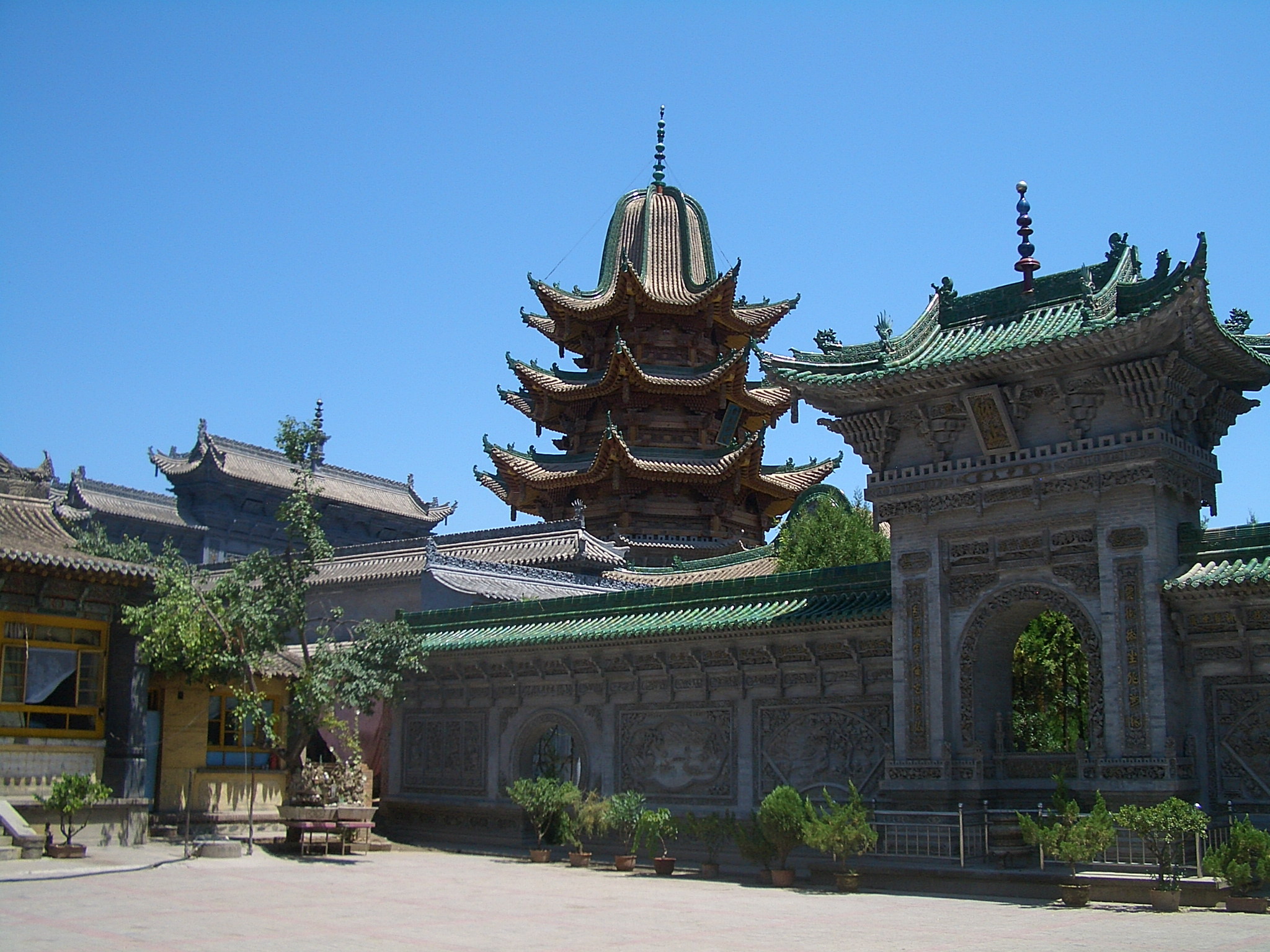
临夏市的榆爸爸拱北（又称老拱北、北城角拱北）

拱北，是中国西北地区的伊斯兰教苏菲派穆斯林对其“圣徒”——包括谢赫、圣裔（赛義德、和卓）、先贤等的墓葬的称呼。来自阿拉伯语中“圆顶建筑”（‎，qubba）或波斯语（‎，gonbad，“陵墓”）的音译。
起始于清朝的乾隆、嘉庆年间。一般在墓上建有圆顶纪念建筑、附设礼拜殿等。